# Formazione degli UFO
La seguente è una cronologia delle varie formazioni della band britannica UFO.
L'attività della band inizia ufficialmente nel 1969, anno della formazione e dei primi concerti. Da allora la band è sempre rimasta attiva, ad eccezione di tre brevi periodi: dal 1983 al 1985, dal 1988 al 1991, dal 1995 al 1998.

## Formazione

### Formazione attuale
- Phil Mogg - voce (1969-1983; 1985-1988; 1991-1995; 1998-presente)
- Vinnie Moore - chitarra (2003-presente)
- Neil Carter - tastiera e chitarra (1981-1983; 2019-presente)
- Rob De Luca - basso (2013-presente)
- Andy Parker - batteria (1969-1983; 1992-1995; 2005-presente)

### Ex componenti
- Paul Raymond - tastiera e chitarra (1977-1980; 1982-1983; 1994-1995; 2005-2019)
- Pete Way - basso (1969-1981; 1987-1988; 1994-1995; 1998-2002; 2009-2011)
- Michael Schenker - chitarra (1973-1979; 1994-1995; 2000-2003)
- Danny Peyronel - tastiera (1975-1976)
- Paul Chapman - chitarra (1979-1983)
- Mick Bolton - chitarra (1969-1972)
- Billy Sheehan - basso (1982-1983)
- Laurence Archer - chitarra (1991-1994)
- Larry Wallis - chitarra (1971-1972)
- Bernie Marsden - chitarra (1973-1974)
- Chick Churchill - tastiera (1974-1975)
- Robbie France - batteria (1984-1985)
- Tommy McClendon - chitarra (1983-1986)
- Paul Gray - basso (1984-1988)
- Jim Simpson - batteria (1984-1988)
- Myke Gray, chitarra (1987-1988)
- Clive Edwards - batteria (1991-1994)
- Aynsley Dunbar - batteria (1998-2003)
- Don Airey - tastiera (1992-1993)
- George Bellas - chitarra (1997-1998)
- Lars Lehmann - basso (2011-2013)
- Jeff Kollman - chitarra (1999-2000)
- Barry Sparks - basso (2004-2005)
- Kevin Carlson - tastiera (2002-2005)
- Jeff Martin, batteria (2003-2004)
- Jason Bonham - batteria (2004-2005)